# Episodi de La vita segreta di una teenager americana (quarta stagione)
La quarta stagione della serie televisiva La vita segreta di una teenager americana è stata trasmessa in prima visione sul canale statunitense ABC Family dal 13 giugno 2011, a solo una settimana dal finale della terza stagione.
La stagione è composta da ventiquattro episodi divisi in due parti: la prima parte, composta da tredici episodi, è stata trasmessa dal 13 giugno al 5 settembre 2011, mentre la seconda parte, composta da undici episodi, è stata trasmessa dal 26 marzo al 4 giugno 2012.
In Italia, la prima parte della stagione è stata trasmessa da Fox dal 17 novembre 2011(subito dopo l'episodio conclusivo della terza stagione) al 19 gennaio 2012, mentre la seconda parte è stata trasmessa dal 14 giugno al 23 agosto 2012.
In chiaro, la prima parte di episodi è stata trasmessa nel 2013 su MTV Italia; in seguito l'intera stagione (compresi gli episodi inediti) è andata in onda su Rai 4 dal 24 dicembre 2014 al 26 gennaio 2015 dal lunedì al venerdì con un singolo episodio quotidiano.
| nº            | Titolo originale        | Titolo italiano                 | Prima TV USA     | Prima TV Italia  |
| Prima parte   | Prima parte             | Prima parte                     | Prima parte      | Prima parte      |
| ------------- | ----------------------- | ------------------------------- | ---------------- | ---------------- |
| 1             | When One Door Closes    | Quando si chiude una porta...   | 13 giugno 2011   | 17 novembre 2011 |
| 2             | Another One Opens       | ...se ne apre un'altra          | 20 giugno 2011   | 24 novembre 2011 |
| 3             | When Opportunity Knocks | Una seconda possibilità         | 27 giugno 2011   | 24 novembre 2011 |
| 4             | One Foot Out the Door   | Una via d'uscita                | 4 luglio 2011    | 1º dicembre 2011 |
| 5             | Hole in the Wall        | Il buco nel muro                | 11 luglio 2011   | 1º dicembre 2011 |
| 6             | Don't Go in There!      | Non entrare lì dentro           | 18 luglio 2011   | 8 dicembre 2011  |
| 7             | Cute                    | Carina                          | 25 luglio 2011   | 15 dicembre 2011 |
| 8             | Dancing With the Stars  | Una pericolosa abitudine        | 1º agosto 2011   | 22 dicembre 2011 |
| 9             | Flip Flop               | Flip flop                       | 8 agosto 2011    | 29 dicembre 2011 |
| 10            | 4-1-1                   | Un ragazzo nei guai             | 15 agosto 2011   | 5 gennaio 2012   |
| 11            | The Games We Play       | Mi vuoi sposare?                | 22 agosto 2011   | 12 gennaio 2012  |
| 12            | Pomp                    | Una soddisfazione inattesa      | 29 agosto 2011   | 12 gennaio 2012  |
| 13            | And Circumstance        | La grande cerimonia             | 5 settembre 2011 | 19 gennaio 2012  |
| Seconda parte |                         |                                 |                  |                  |
| 14            | Smokin' Like A Virgin   | Corsi estivi e nuove esperienze | 26 marzo 2012    | 14 giugno 2012   |
| 15            | Defiance                | Tempo di sfide                  | 2 aprile 2012    | 21 giugno 2012   |
| 16            | They Gotta Eat          | Cene in famiglia                | 9 aprile 2012    | 28 giugno 2012   |
| 17            | Suddenly This Summer    | Imprevisti estivi               | 16 aprile 2012   | 5 luglio 2012    |
| 18            | The Beach is Back       | L'estate è tornata              | 23 aprile 2012   | 12 luglio 2012   |
| 19            | The Splits              | La separazione                  | 30 aprile 2012   | 19 luglio 2012   |
| 20            | Strange Familiar        | Una storia già vista            | 7 maggio 2012    | 26 luglio 2012   |
| 21            | Allies                  | Alleati                         | 14 maggio 2012   | 2 agosto 2012    |
| 22            | The Text Best Thing     | Epidemia di messaggi            | 21 maggio 2012   | 9 agosto 2012    |
| 23            | 4SnP                    | Questioni di genetica           | 28 maggio 2012   | 16 agosto 2012   |
| 24            | Love is Love            | L'amore è amore                 | 4 giugno 2012    | 23 agosto 2012   |

## Quando si chiude una porta...
- Titolo originale: When One Door Closes
- Diretto da: Keith Truesdell
- Scritto da: Brenda Hampton

### Trama
Adrian è in una profonda depressione e si rifiuta di uscire di casa, mentre Ben lotta per tenere tutto insieme dopo aver perso il loro bambino. Ben è tornato a scuola, ma è devastato e arrabbiato per la situazione. Ben chiede ad Amy di fare visita ad Adrian per aiutarla a superare questo momento difficile. Nel frattempo, Amy si sente un po' in colpa per essere così felice nella propria vita: è innamorata di Ricky e la loro relazione sembra rafforzarsi di giorno in giorno. Ricky insiste che non dovrebbero sentirsi in colpa e invita Amy e John a trasferirsi da lui.

## ...se ne apre un'altra
- Titolo originale: Another One Opens
- Diretto da: Anson Williams
- Scritto da: Brenda Hampton

### Trama
Betty si impegna a consolare Adrian per il lutto di sua figlia. Ashley decide di proseguire il suo viaggio in auto attraverso il paese.

## Una seconda possibilità
- Titolo originale: When Opportunity Knocks
- Diretto da: Keith Truesdell
- Scritto da: Brenda Hampton

### Trama
Grace nasconde un segreto dal suo recente viaggio.

## Una via d'uscita
- Titolo originale: One Foot Out the Door
- Diretto da: Gail Bradley
- Scritto da: Paul Perlove e Brenda Hampton

### Trama
Quando John ha una leggera febbre, Ricky ed Amy discutono se John ha bisogno o meno di andare al pronto soccorso. George dice ad Ashley che deve trovare un lavoro se vuole restare in Florida. Ben e suo padre non sono d'accordo sul fatto che Ben debba porre fine al suo matrimonio.

## Il buco nel muro
- Titolo originale: Hole in the Wall
- Diretto da: Keith Truesdell
- Scritto da: Brenda Hampton

### Trama
Adrian decide di svuotare la stanza dedicata alla sua bambina per riuscire a superare il lutto.

## Non entrare lì dentro
- Titolo originale: Don't Go in There
- Diretto da: Anson Williams
- Scritto da: Elaine Arata e Brenda Hampton

### Trama
Ricky ha un colloquio con un college locale, ma non va come previsto.

## Carina
- Titolo originale: Cute
- Diretto da: Keith Truesdell
- Scritto da: Jeffrey Rodgers e Brenda Hampton

### Trama
Grace cerca di adattarsi al mondo universitario di Daniel.

## Una pericolosa abitudine
- Titolo originale: Dancing with the Stars
- Diretto da: Gail Bradley
- Scritto da: Brenda Hampton

### Trama
Arriva il ballo di fine anno. Amy è arrabbiata perché Ricky non vuole andarci, quindi fa di tutto per convincerlo. Adrian e Ben vanno insieme e Amy scopre che Adrian sta cercando di rimanere incinta. Più tardi, dopo il ballo, Adrian cerca di sedurre Ben per rimanere incinta di nuovo e salvare il suo matrimonio con lui.

## Flip flop
- Titolo originale: Flip Flop
- Diretto da: Keith Truesdell
- Scritto da: Kelley Turk, Courtney Turk e Brenda Hampton

### Trama
Adrian cambia idea su Ben e fissa i suoi obiettivi su qualcun altro.

## Un ragazzo nei guai
- Titolo originale: 4-1-1
- Diretto da: Anson Williams
- Scritto da: Brenda Hampton

### Trama
Amy è arrabbiata con Ricky per un messaggio.

## Mi vuoi sposare?
- Titolo originale: The Games We Play
- Diretto da: Gail Bradley
- Scritto da: Brenda Hampton ed Elaine Arata

### Trama
Amy vuole che Ricky le faccia una proposta di matrimonio.

## Una soddisfazione inattesa
- Titolo originale: Pomp
- Diretto da: Lindsley Parsons III
- Scritto da: Brenda Hampton

### Trama
Jesse sta organizzando una festa serale di diploma nella casa sul lago dei suoi genitori. Ricky scopre di essere uno studente modello. Adrian giura a Ricky che lo avrà di nuovo.

## La grande cerimonia
- Titolo originale: And Circumstance
- Diretto da: Keith Truesdell
- Scritto da: Brenda Hampton

### Trama
Dopo la loro rottura Henry e Alice litigano perché entrambi vogliono restare amici di Ben. Adrian decide che ha bisogno di un ultimo bacio da Ricky per smettere di provare qualcosa per lui. Jack chiede a Grace di aiutarlo a scrivere il discorso del diploma, ma è principalmente uno stratagemma per passare del tempo con lei. Ricky pronuncia il discorso di commiato, aggiungendo un finale a sorpresa.

## Corsi estivi e nuove esperienze
- Titolo originale: Smokin' Like a Virgin
- Diretto da: Gail Bradley
- Scritto da: Brenda Hampton

### Trama
Ben chiede a Dylan, la ragazza che ha incontrato alla festa, un appuntamento, ma lo annulla quando sente che Adrian è andata a letto con Henry. Grace cerca di capire cosa prova ancora per Jack dopo averlo baciato alla festa. Ricky è sorpreso che Amy non abbia fretta di sposarsi dopo aver accettato la sua proposta. Adrian cerca di contattare Omar per sistemare le cose.

## Tempo di sfide
- Titolo originale: Defiance
- Diretto da: Anson Williams
- Scritto da: Brenda Hampton

### Trama
Amy decide di andare alla scuola estiva invece di lavorare. La scuola estiva diventa così il teatro di altre vicende: Amy, Madison e Lauren litigano, sia Ben che Alice sono arrabbiati con Henry e qualcuno viene beccato a fumare una canna.

## Cene in famiglia
- Titolo originale: They Gotta Eat
- Diretto da: Lindsley Parsons III
- Scritto da: Brenda Hampton ed Elaine Arata

### Trama
I padri di Amy, Lauren e Madison organizzano una cena per le loro figlie.

## Imprevisti estivi
- Titolo originale: Suddenly Last Summer
- Diretto da: Keith Truesdell
- Scritto da: Brenda Hampton

### Trama
Ultimamente Amy è sempre scontrosa con tutti, incluso Ricky che, stanco del suo comportamento, le chiede cosa sta succedendo. Amy allora rivela che potrebbe essere di nuovo incinta. Nel frattempo Ben, determinato a ottenere il permesso dai genitori di Dylan di vederla, fa un altro tentativo per conquistarli, ma non va proprio come sperava quando finisce per condividere troppe informazioni sulla sua famiglia. Grace non è sicura di come reagire alla notizia scioccante di sua madre sul segreto che suo padre ha tenuto nascosto a tutti e si rivolge a Jack per avere supporto. E la serata di Anne con Nora solleva interrogativi per George.

## L'estate è tornata
- Titolo originale: The Beach Is Back
- Diretto da: Gail Bradley
- Scritto da: Brenda Hampton

### Trama
George e Kathleen legano alla spiaggia.

## La separazione
- Titolo originale: The Splits
- Diretto da: Keith Truesdell
- Scritto da: Brenda Hampton

### Trama
Ben e Dylan hanno il loro primo appuntamento ufficiale.

## Una storia già vista
- Titolo originale: Strange Familiar
- Diretto da: Anson Williams
- Scritto da: Brenda Hampton e Paul Perlove

### Trama
Kathleen cerca di convincere Grace a parlare con Jacob.

## Alleati
- Titolo originale: Allies
- Diretto da: Keith Truesdell
- Scritto da: Brenda Hampton ed Elaine Arata

### Trama
Il consulente di orientamento scolastico avverte Amy che sta andando male alla scuola estiva.

## Epidemia di messaggi
- Titolo originale: The Text Best Thing
- Diretto da: Anson Williams
- Scritto da: Brenda Hampton e Jeffrey Rodgers

### Trama
Amy suggerisce il 4 luglio come data provvisoria del matrimonio: la notizia si diffonde rapidamente attraverso gli sms. Jack spera ancora di riaccendere la sua relazione con Grace. George pensa che la sua ex moglie Anne possa essere gay. Il nuovo gruppo di amiche di Ben lo spinge a riprendere la sua amicizia con Henry.

## Questioni di genetica
- Titolo originale: 4SnP
- Diretto da: Keith Truesdell
- Scritto da: Brenda Hampton, Kelley Turk e Courtney Turk

### Trama
Le voci sul fatto che Anne ed Amy siano gay si scatenano. Ben chiede a suo padre di frequentare un'esclusiva scuola privata per il suo ultimo anno. Grace fa un'ammissione imbarazzante su una fantasia ad Adrian e poi esagera per confutarla.

## L'amore è amore
- Titolo originale: Love Is Love
- Diretto da: Gail Bradley
- Scritto da: Brenda Hampton e Anne Ramsay

### Trama
Anne ed Ashley sono tornate a casa dal loro viaggio e Anne è arrabbiata per il fatto che George abbia lanciato la stupida voce che lei e sua figlia siano gay. Grace si sta ancora riprendendo dal suo bacio sperimentale con Adrian. La mamma di Adrian avverte la figlia che alla gente della comunità LGBTQ potrebbe non piacere che attiri l'attenzione sfruttando ciò che per loro è una questione seria. Su sollecitazione di Dylan, la sua nuova ragazza, Ben addebita sulla propria carta di credito una tassa di iscrizione di $ 1200 alla scuola privata, nonostante suo padre gli abbia vietato di cambiare scuola.